# Victorian Psycho
Victorian Psycho è un romanzo gotico umoristico del 2025 della scrittrice Virginia Feito.
Il romanzo è stato accolto positivamente dalla critica ed è stato tradotto in diverse lingue, tra cui lo spagnolo, il portoghese e il catalano.

## Trama
Nell'Inghilterra del XIX secolo, la governante Winifred Notty arriva ad Ensor House per assumere la posizione di governante dei ragazzi Pounds: Drusilla e Andrew. I motivi dietro la decisione di Winifred, che nasconde a stento la sua psicopatia, è vendicarsi del signor Pounds, che è in realtà anche il suo vero padre. Dopo aver seminato il panico e la violenza tra le mura di casa nel corso dell'autunno, Winifred scatena la sua macabra vendetta il giorno di Natale.

## Adattamento cinematografico
Nell'ottobre 2024, prima ancora della pubblicazione del romanzo, è stato annunciato che A24 avrebbe prodotto un adattamento cinematografico del libro, diretto da Zachary Wigon e con Margaret Qualley nel ruolo della protagonista.